# Lomographa tributaria
Lomographa tributaria är en fjärilsart som beskrevs av Walker 1862. Lomographa tributaria ingår i släktet Lomographa och familjen mätare. Inga underarter finns listade i Catalogue of Life.